# Monaco (Dopebwoy)
Monaco is een lied van de Nederlandse rapper Dopebwoy in samenwerking met de Algerijns-Franse rapper Boef en de Nederlandse producer SRNO. Het werd in 2022 als single uitgebracht en stond in hetzelfde jaar als derde track op het album Turbulentie van Dopebwoy.

## Achtergrond
Monaco is geschreven door Jordan Averill Jacott, Serrano Gaddum en Sofiane Boussaadia en geproduceerd door SRNO. Het is een nummer dat past in het genre nederhop. In het lied rappen de artiesten over veel geld verdienen en vervolgens gaan leven in Monaco. De keuze voor deze stadstaat is volgens Dopebwoy omdat je alleen maar naar Monaco vertrekt als je echt succesvol bent. Het nummer kwam voort uit een schrijverskamp waar de drie artiesten aanwezig waren. Dopebwoy liet een eerdere versie van het lied aan Boef horen, waarna die besloot om ook een bijdrage aan het nummer te leveren.
Het nummer werd op single uitgebracht met twee andere nummers op de B-kant. Beiden had Dopebwoy al eerder als single uitgebracht; Alcoholist en Erop eraf, een samenwerking met Jonna Fraser. Het lied Monaco was zelf weer te vinden op de B-kant van de single Heet.
Het is niet de eerste keer dat de drie artiesten op een lied te horen zijn. Dit deden zij eerder al op TikTok en Champagne papi. Verder werd er onderling nog meer met elkaar samengewerkt op nummers. Boef en Dopebwoy deden dit ook op Guap en Domme invest. Met SRNO had Dopebwoy de hits Christian Dior en Perro. Ze herhaalden de samenwerking op Panorama. Boef en SRNO werkten verder nog samen op Tot laat.

## Hitnoteringen
De artiesten hadden bescheiden succes met het lied in Nederland. Het kwam tot de 26e plaats van de Single Top 100 in de vijf weken dat het in deze hitlijst te vinden was. De Top 40 en haar Tipparade werden niet bereikt.